# Зелёные (Польша)
Зелёные (пол. Zieloni) — польская партия Зелёных. Партия является членом Европейской партии зелёных. Основана в 2003 году как Зелёные 2004 (пол. Zieloni 2004), с 2013 по 26 ноября 2022 года носила название Партия зелёных (пол. Partia Zieloni).

## История
Партия создана в 2003 году активистами нескольких общественных движений. Среди них были в том числе борцы за охрану окружающей среды, феминистки, активисты ЛГБТ и антивоенные. Первая политическая кампания развивающейся партии касалась членства Польши в Европейском союзе, Зеленые проводили кампанию за вступление, «Зелёные 2004» участвовали в движении против войны в Ираке в 2003 году и участвовали в Парадах равенства и других общественных протестах во время «Четвертой Речи Посполитой» (2005—2007).
Зеленые получили своих первых представителей (3 члена совета и 2 члена региональных парламентов) в выборах местного самоуправления в 2010 году, большинство из них баллотировалось в депутаты по спискам партии Союз демократических левых сил. Партия не имеет своих депутатов в и Сенате, в Сейме её представляет первый в истории Польши депутат-трансгендер Анна Гродская (избиралась от партии Движение Паликота, в Партии зелёных от июня 2014).

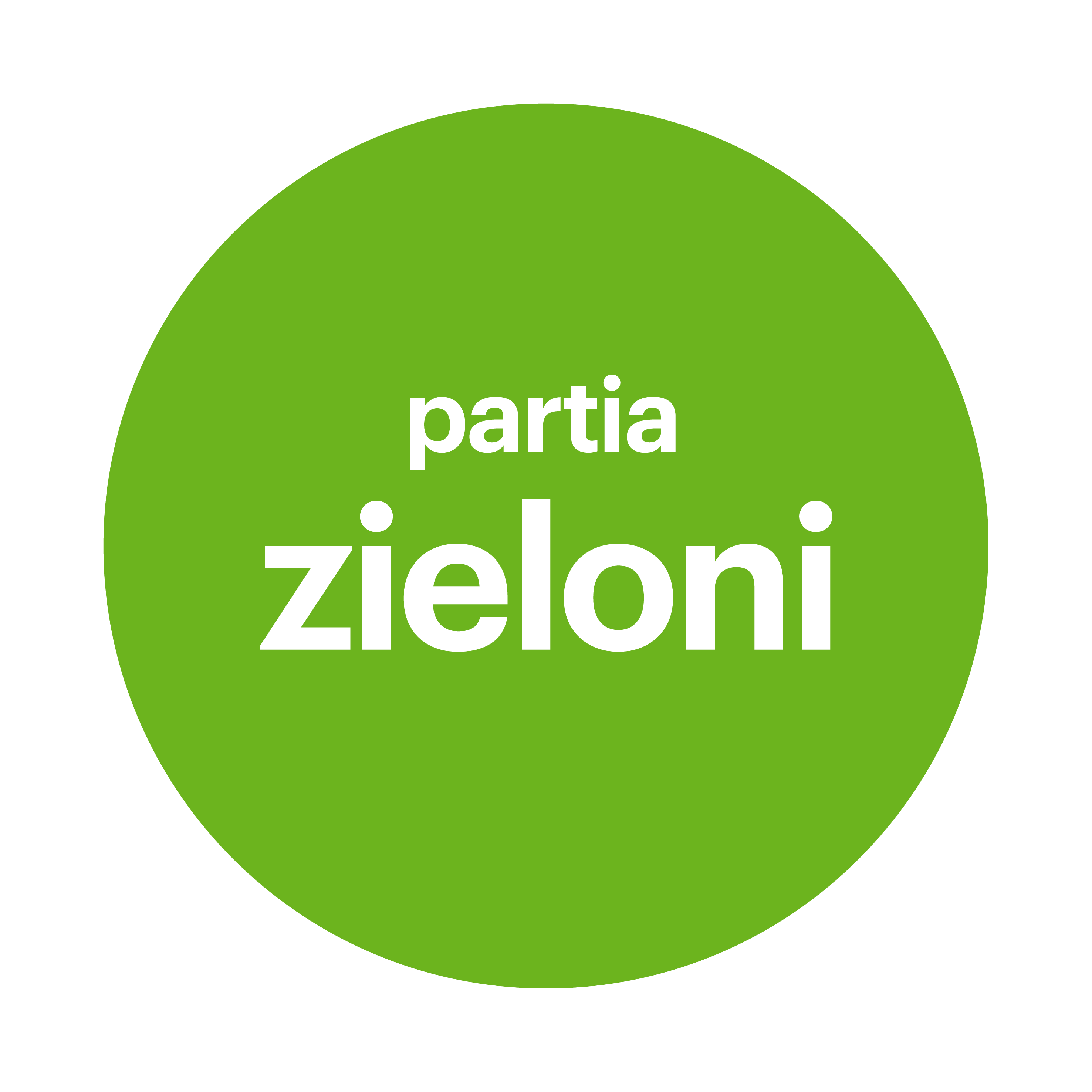
Логотип партии зелёных до декабря 2022 года

Среди известных членов партии — феминистка Кинга Дунин, феминистка и ведущая Казимира Щука, писательница Ольга Токарчук, бывший замминистра окружающей среды экоактивист Радослав Гавлик, орнитолог Людвик Томялович и другие.

## Политики
Основой политики Зеленых на разные темы является «Зеленый манифест», который был принят во время основательного конгресса партии 6 и 7 сентября 2003 г. «Зеленый манифест» показывает принципы зелёной политики в семьи темах: социальная справедливость и солидарность, гражданское общество и исправление статуса граждан, охрана окружающей среды и устойчивое развитие, половое равенство, уважение к разнообразию по национальности, культуре и религии, сохранение прав меньшинств, решения конфликтов без применения насилия.
В 2010 партия зелёных приняла документы касающиеся социальной политики, политики образования и политики здравоохранения. В марте 2013 Зелёные приняли манифест по европейской политике, в котором критиковали существующую модель европейской интеграции, называя её «неолиберальной», требуя более глубокой интеграции основанной на социальной справедливости и солидарности.

## Председатели
Партия всегда руководится одновременно двумя членами партии — мужчиной и женщиной. Женскими солидерами со времени создания партии были: Магдалена Мосевич (2003—2008), Малгожата Ткач-Яник (2010—2011), Агнешка Гжибек (2008—2010 и, снова, 2011—2015), Малгожата Трач (2015—2022) и Уршуля Зелиньская (с 2022). Мужскими солидерами были: Яцек Божек (2003—2004), Дарюш Швед (2004—2011), Радослав Гавлик (2011—2013), Адам Остольский (2013—2016), Марек Коссаковский (2016—2022) и Пшемыслав Словик (с 2022).